# 埃格利耶尔
埃格利耶尔（法語：Eygliers）是法国上阿尔卑斯省的一个市镇，位于该省东部，属于布里扬松区。该市镇的总面积为30.04平方公里，2009年时的人口为791人。

## 人口
埃格利耶尔人口变化图示
| 数据来源：INSEE |